# Parada de Bouro
Pour les articles homonymes, voir Parada et Bouro.
Parada de Bouro est une paroisse civile portugaise (en portugais : freguesia) de la municipalité de Vieira do Minho dans le district de Braga.

## Géographie

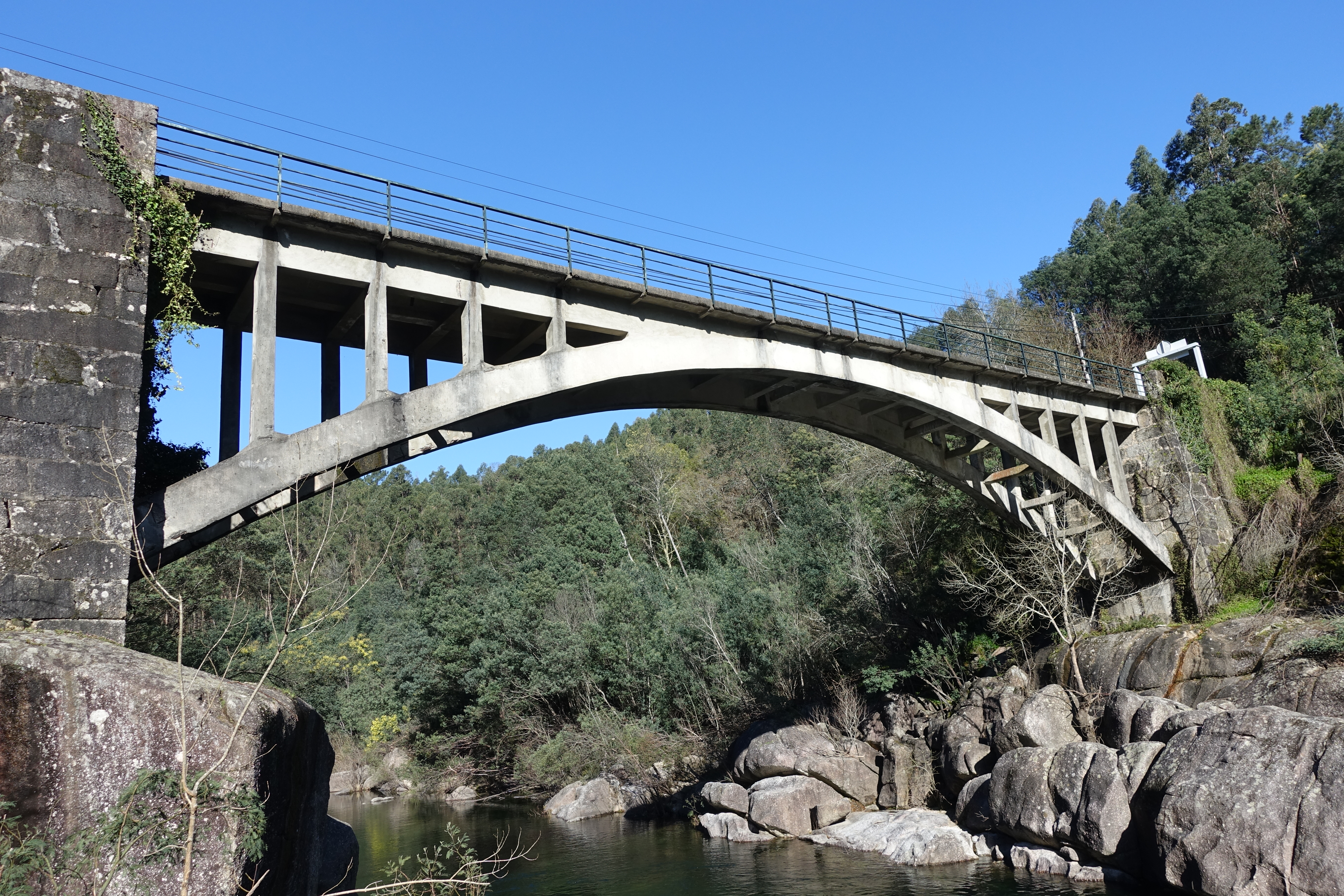
Le pont de Parada sur le Cávado.

Parada de Bouro est située au nord-ouest de la municipalité de Vieira do Minho. Son territoire est délimité au nord par le Cávado.
Parada de Bouro est limitrophe de Póvoa de Lanhoso, au sud et à l'ouest, et d'Amarante et Terras de Bouro au nord, de l'autre côté du Cávado.

## Toponymie
De nombreuses localités portugaises portant le nom de Parada, la paroisse se voit attacher le nom de la municipalité voisine de Bouro.

## Histoire
Parada de Bouro est mentionnée dès 1059. Sous Sanche Ier, Parada de Bouro dispose de sa propre charte et les paroisses de Frades et Friande lui sont rattachées.
En 1515, Parada de Bouro est intégrée à la ville de Ribeira de Soaz, lorsque Manuel Ier accorde une charte à cette dernière.
Parada de Bouro rejoint finalement Vieira, à la disparition de Ribeira de Soaz au XIXe siècle.

## Démographie
Lors du recensement de 2021, Parada de Bouro compte 400 habitants.